# 基輔的聖安多尼
基輔的聖安多尼（烏克蘭語：Антоній Печерський，983年切爾尼戈夫柳别奇出生，1073基輔逝世），是基輔罗斯修道傳統的始創者。他與基輔的費奧多創立了基輔洞窟修道院，故又稱洞窟的聖安多尼（Антоній Печерський）。